# 内田交謹
内田 交謹（うちだ こうなり、1970年 - ）は、日本の経済学者。専門はコーポレートファイナンス、応用ファイナンス。九州大学大学院経済学研究院教授を経て、早稲田大学大学院経営管理研究科教授。元日本ファイナンス学会会長。

## 人物・経歴
福岡県福岡市出身。福岡県立修猷館高等学校を経て、1993年九州大学経済学部経営学科卒業。1998年九州大学大学院経済学研究科博士課程単位取得退学、北九州大学経済学部専任講師。
2001年北九州市立大学経済学部助教授、博士（経済学）。2008年九州大学大学院経済学研究院准教授。2009年Best in Session Award, Global Conference on Business and Finance受賞。2014年九州大学大学院経済学研究院教授。
2016年Asian Finance Association Vice President。2019年日本経営財務研究学会副会長。同年Asian Finance Association Pacific-Basin Finance Journal Best Paper Award、日本応用経済学会賞受賞。2020年日本ファイナンス学会副会長。
2022年日本ファイナンス学会会長。2024年早稲田大学大学院経営管理研究科教授。公認会計士試験試験委員等も歴任。専門はコーポレートファイナンス、応用ファイナンス。

## 著書
- 『企業財務の機能と変容』創成社 2001年
- 『すらすら読めて奥までわかるコーポレート・ファイナンス』創成社 2003年